# Дитфурт
Дитфурт (њем. Ditfurt) општина је у њемачкој савезној држави Саксонија-Анхалт. Једно је од 20 општинских средишта округа Харц. Према процјени из 2010. у општини је живјело 1.708 становника. Посједује регионалну шифру (AGS) 15085090.

## Географски и демографски подаци
Дитфурт се налази у савезној држави Саксонија-Анхалт у округу Харц. Општина се налази на надморској висини од 125 метара. Површина општине износи 23,7 km². У самом мјесту је, према процјени из 2010. године, живјело 1.708 становника. Просјечна густина становништва износи 72 становника/km².

## Међународна сарадња
| Мјесто | Држава               | Врста сарадње | Од    |
| ------ | -------------------- | ------------- | ----- |
| Торбеј | Уједињено Краљевство | контакт       | 2000. |
|        | Француска            | партнерство   | 1961. |
| Извор  |                      |               |       |